# William J. Northen
William Jonathan Northen (Contea di Jones, 9 luglio 1835 – Atlanta, 25 marzo 1913) è stato un politico statunitense.

## Biografia
Figlio di piccoli proprietari terrieri, William Northen divenne insegnante nella contea di Hancock, raggiungendo il ruolo di dirigente scolastico nella Mt. Zion Academy. Si sposò nel 1860 con la ricca Martha Neel, dalla quale ebbe due figli.
Allo scoppio della guerra civile americana fu arruolato, ma in quanto insegnate venne esentato dal servizio attivo nell'esercito confederato nel 1862. Di fede battista e profondamente religioso, passò il resto del conflitto a lavorare negli ospedali militari di Atlanta e Milledgeville. A guerra finita tornò nella contea di Hancock e riprese ad insegnare, ritirandosi infine nel 1874 a causa di una malattia e dedicandosi all'agricoltura scientifica. Le sue tecniche innovative lo resero un agricoltore di successo, e grazie alla popolarità acquisita nel 1877 venne eletto nell'Assemblea georgiana.
Fino al 1890 Northen rimase coinvolto nella politica statale, portando avanti riforme tecnico-agrarie per favorire i contadini della Georgia. Vinse senza opposizione le elezioni statali di quell'anno, diventando nuovo governatore della Georgia. Spinto dalla sua fede religiosa e in controtendenza rispetto agli altri democratici locali, si oppose al linciaggio degli afroamericani, era favorevole ad un sistema educativo inclusivo e fu tra i sostenitori più precoci del proibizionismo. Durante il suo mandato, forte dell'esperienza agricola, implementò anche ampie riforme scientifiche e agrarie.
Dopo il termine del suo mandato nel 1894 divenne una delle figure di riferimento per il battismo sudista, e promosse la fondazione della città di Fitzgerald per ospitare i veterani della guerra di secessione. Dopo il massacro di Atlanta del 1906 ai danni degli afroamericani, Northen spinse per la distensione dei rapporti e la fratellanza fra bianchi e neri tramite numerosi discorsi e conferenze. Morì nel 1913.